# 康奈尔笔记法
康奈尔笔记法（英語：Cornell Notes system），又名5R笔记法，是康奈尔大学教育学教授沃尔特·波克于1940年代提出的一种笔记方法。他在畅销书《如何在大学学习》（英語：How to Study in College）中提倡这种方法。

## 方法概述
康奈尔笔记法为组织笔记提供了一个系统的格式。 笔记纸被分为三栏：笔记栏通常在右边，是左侧的问题栏（关键词栏）的大小的两倍。 页面底部留出五至七条线，或约5厘米，作为总结栏。 来自讲座或课堂的笔记写在笔记栏中；笔记通常由文本或演讲的主要思想组成，解释长篇观点，尽量使用短句子，并使用简单的符号。要点与要点之间要留出一定的空白。 为了将来的复习，相关的问题或关键词应及时写在问题栏中。 这些笔记可以来自任何信息来源，例如小说书籍，DVD，讲座，课本等。
在记完笔记后的24小时内，学生必须写下问题与摘要总结。
当复习笔记时， 学生可以遮挡右侧的笔记栏， 并尝试解答左侧问题栏中的问题，重述课堂上讲过的内容。鼓励学生定期思考材料并复习笔记。

## 有效性研究
威奇佈塔州立大学于2016年发布的一项研究比较了中学英语课堂中的两种笔记记录方法，发现康奈尔笔记可能会在学生需要整合应用知识的情况下带来额外的好处，而引导笔记法在基本的回忆方面做得更好。
但是，康奈尔笔记法在某些学科可能不如定期笔记有效。
2013年夏天发表的另一项研究发现，”使用康奈尔笔记的学生确实比没有使用的学生笔记记得更好，但是他们没有取得更高的成绩。”该研究还指出：通过分析评估分数，我发现实验与对照组之间没有明显差异。“